# Рамон II (граф Рибагорсы)
Рамо́н II (кат. Ramon II, исп. Raymundo II; умер в 960 или 970) — граф Рибагорсы (950/956—960/970), представитель Рибагорсской династии.

## Биография

### Правление
Рамон II был старшим сыном графа Берната I, после смерти которого в 950 или 956 году он унаследовал графство Рибагорса. Вероятно, соправителем Рамона был его двоюродный брат Гильем I, сын Миро I, упоминаемый в некоторых документах как граф Рибагорсы.
Граф Рамон II известен, в основном, только как покровитель и благотворитель церквей и монастырей, находившихся в его владениях. Уже в 956 году Рамон содействовал переносу на территорию своего графства епископской резиденции Пальярсской епархии, под которую он передал только что построенную им в память о своём умершем отце большую церковь Сан-Висент в городе Рода-де-Исабена. Согласие на перенос центра Пальярсской епархии было получено у архиепископа Нарбона Аймерика, главы митрополии, в которую входили все епархии Каталонии. По месту новой резиденции епархия получила название епископство Рода. Главой епархии стал младший из сыновей Рамона II, епископ Одесинд. Перенос центра Пальярсского епископства в графство Рибагорсу позволило значительно снизить давление, оказываемое на эту епархию епископами Уржеля, которые требовали возвращения под их юрисдикцию земель, принадлежавших епископству Пальярс. Одновременно, существование на территории Рибагорсы самостоятельной епархии значительно повысило авторитет местных графов среди других каталонских владетелей. Текст дарственной хартии, данной Рамоном II церкви Сан-Висент-де-Рода 1 декабря, вероятно, 957 года, свидетельствует, что в это время граф Рибагорсы признавал своим сюзереном только короля Западно-Франкского государства Лотаря.
В 958 году граф Рибагорсы дал хартию монастырю Лаваш, передав ему некоторые земли и предоставив право иммунитета от представителей светской власти. В последний раз граф Рамон II упоминается в документе, датированном 960 годом. Предполагается, что он мог скончаться или уже в этом, или в 970 году, когда он назван умершим в хартии, данной его сыновьями. Рамону II наследовал его старший сын Унифред I, соправителями которого были его младшие братья Арнау I и Исарн I.

### Семья
Граф Рибагорсы Рамон II был женат на Гарсенде (умерла после 1 декабря, вероятно, 957 года или около 990 года), дочери графа Фезансака Гильема Гарсии. Детьми от этого брака были:
- Унифред I (умер в 980/981) — граф Рибагорсы (960/970—980/981)
- Арнау[итал.] (Арналдо) I (умер около 990) — граф Рибагорсы (980/981—около 990; в 960/970—980/981 — граф-соправитель)
- Исарн I (погиб 25 февраля 1003) — граф Рибагорсы (около 990—1003; в 960/970—около 990 — граф-соправитель)
- Одесинд (умер в 975) — епископ Роды (955—975)
- Ава[кат.] (умерла после 995) — жена (с 958/961) графа Кастилии Гарсии Фернандеса (938—995)
- Тода (умерла между 1011 и 1017) — графиня Рибагорсы (1003—1011; возможно, в 960/970—1003 — графиня-соправительница); замужем (с 1006/1008) за графом Пальярса Суньером I (умер в 1010/1011)